# 董钥
董鑰（1460年—？），字啓之，浙江宁波府鄞县（今浙江宁波）人，明朝政治人物。

## 生平
成化二十二年（1486年）丙午科浙江鄉試第五十五名舉人。弘治三年（1490年）庚戌科進士。弘治六年（1493年）任直隸上海县知县，任內开筑西乡农田，防止水患。

## 家族
曾祖董伯莊；祖父董文信，封御史；父董琳，按察司佥事。母汪氏，封孺人。慈侍下。